# Angel of Mine
Pour plus de détails, voir Fiche technique et Distribution.
Angel of Mine ou Intuitions au Québec, est un film dramatique américano-australien réalisé par Kim Farrant, sorti en 2019. Il s'agit d'un remake du film français L'Empreinte de Safy Nebbou sorti en 2008.

## Synopsis
Lizzie, séparée de son mari Mike, est une mère désemparée par la perte de sa jeune fille Rosie. Elle essaye désespérément de faire le deuil quand elle perd soudainement prise sur sa réalité. Le chaos qui l’entoure la pousse à croire que sa fille est toujours vivante. Cependant, quand elle l’explique à son entourage, personne ne croit à son histoire et elle est forcée de comprendre ce qu’il en est par elle-même. Après avoir de grandissants soupçons sur un couple australien,  Bernie et Claire, dont le fils se lie d'amitié avec son fils Thomas, Lizzie décide de récupérer de l’ADN pour prouver ses suspicions ; elle force Claire à confesser à son mari Bernie que Lola, leur fille, est Rosie. La petite fille a péri dans un feu à l’hôpital ; Claire a kidnappé Rosie, l’élevant comme leur enfant.

## Fiche technique
- Titre original et français : Angel of Mine
- Titre québécois : Intuitions
- Réalisation : Kim Farrant
- Scénario : Luke Davies et David Regal
- Photographie : Andrew Commis
- Musique : Gabe Noel
- Montage : Jack Hutchings
- Production : Su Armstrong, Brian R. Etting et Josh H. Etting
- Sociétés de production : Magna Entertainment, Garlin Pictures, R7 Entertainment, Rockaway Films et SixtyFourSix
- Société de distribution : Lionsgate
- Pays d'origine :  États-Unis,  Australie
- Langue originale : anglais
- Format : couleur
- Genre : dramatique
- Durée : 98 minutes
- Dates de sortie :
  - États-Unis :
    - 14 août 2019 (Festival international du film de Melbourne)
    - 30 août 2019 (sortie nationale)

  - France : 5 novembre 2019 (sorti directement en VOD)

## Distribution
- Noomi Rapace (VF : Julie Dumas) : Lizzie
- Luke Evans (VF : Boris Rehlinger) : Mike
- Yvonne Strahovski (VF : Marie Diot) : Claire
- Richard Roxburgh (VF : Jean-Pierre Michaël) : Bernard
- Pip Miller (VF : Philippe Catoire) : Carl
- Finn Little :
- Tracy Mann (en) :
- Rob Collinsang :